# Laetitia Masson
Lætitia Masson (Épinal, 18 de agosto de 1966) es una cineasta y actriz francesa. Ha dirigido ocho largometrajes, algunos episodios de series de televisión y cortometrajes desde 1991. Su película À vendre fue exhibida en la sección Un Certain Regard del Festival de Cannes de 1998.

## Filmografía

#### Cortometrajes
- Les Petits Bateaux (1988)
- Un Souvenir de soleil (1990)
- Chante de guerre parisien (1991)
- Nulle Part (1993)
- Veritage de l’amour (1994)
- Je suis venue te dire (1997)[4]

#### Largometrajes
- En avoir (ou pas) (1996)
- À vendre (1998)
- Love Me (2000)
- La Repentie (2001)
- Pourquoi (pas) le Brésil (2004)
- Coupable (2007)
- G.H.B. (Être ou pas être) (2013)
- Suzanne la pleureuse (2019)

### Como guionista
- Bar des rails (1991)
- Chant de guerre parisien (1991)
- Nulle part (1993)
- En avoir (ou pas) (1996)
- Je suis venue te dire (1997)
- À vendre (1998)
- Love Me (2000)
- La Repentie (2001)
- Pourquoi (pas) le Brésil (2004)
- Coupable (2007)
- X Femmes (2008)
- Enculées (2008)
- Petite Fille (2011)
- G.H.B. (Être ou pas être) (2013)
- Aurore (2017)
- Requiem (2017)
- Les fantômes (2017)
- L’enfance (2017)

### Como actriz
- Les dernières heures du millénaire (1990)
- Normal People Are Nothing Exceptional (1993)
- Souvenir (1996)
- Elie annonce Semoun (2000)
- Un grain de beauté (2003)
- Pourquoi (pas) le Brésil 2004)
- X Femmes (2008)
- Number One (2017)